# Masajoši Óhira
Masajoši Óhira (12. března 1910 – 12. června 1980) byl japonský politik. V letech 1978–1980 byl premiérem Japonska. V letech 1962–1964 a 1972–1974 ministrem zahraničních věcí. Byl představitelem Liberální demokratické strany, dominantní síly japonského politického systému ve 2. polovině 20. století. V letech 1978–1980 byl jejím předsedou.
Zemřel ve funkci premiéra, na srdeční infarkt (byť v té době již s nedůvěrou parlamentu, ale Óhira se rezignaci vyhnul vyhlášením nových voleb).
Byl šestým křesťanem, který získal post japonského premiéra.